# Іса (пункт зупинки)
И́са ( трансліт.: Isa рос. Исса   )  — зупинний пункт Барановицького відділення Білоруської залізниці в Слонімському районі Гродненської області .

Розташоване за 2,3 км на північний схід від села Нова варта; на лінії Локомотивне депо — [[Вовковиськ (станція)|Вовкоовиськ-Центральний, між зупинними пунктами Івная та Фабричний.